# Последний дом слева (фильм, 1972)
«Последний дом слева» (англ. The Last House on the Left) — американский эксплуатационный фильм ужасов 1972 года. Дебютный фильм Уэса Крэйвена, где он также выступил сценаристом и монтажёром. Фильм рассказывает о Мари Коллингвуд, подростке-хиппи, которую в день её семнадцатилетия похищает, насилует и пытает беглая семья. Позже преступники ищут убежище в доме неподалёку, который оказывается домом родителей Мари, которые начинают мстить убийцам дочери.
История основана на шведской народной балладе «Дочери Тере из Вэнге», которая была экранизирована в 1960 году Ингмаром Бергманом под названием «Девичий источник». Крэйвен разработал фильм вместе с продюсером Шоном С. Каннингемом после их совместной работы над фильмом «Вместе» (1971) и после того, как создатели фильма получили небольшое финансирование от Hallmark Releasing для создания ещё одного полнометражного фильма. Крэйвен написал сценарий (изначально откровенно порнографический), в центре которого был шок-контент, изображающий насилие в реалистичной манере. Когда начался кастинг, Крэйвен пообещал актёрам, проходящим пробы, что фильм будет традиционным фильмом ужасов.
Изначально фильм нанёс ущерб карьере Крэйвена, вызвав споры из-за своего маркетинга. В рекламном слогане фильма была фраза «Может ли кино зайти слишком далеко?» (англ. Can a movie go too far?). Несмотря на то, что фильм не стал кассовым хитом, он собрал 3 миллиона долларов при бюджете менее 90 000 долларов. Критики осуждали фильм за его откровенное насилие и использование Крэйвеном чёрного юмора и буффонады, перемежающихся сценами изнасилования и унижения. Однако в наше время фильм считается культовым и был номинирован Американским институтом киноискусства на попадание в список «100 самых остросюжетных американских фильмов за 100 лет». Особенно тяжело было сниматься главной актрисе Сандре Пибоди — ей было трудно из-за постоянно меняющегося сценария, а также приходилось терпеть оскорбления со стороны своих коллег-мужчин. Спустя десятилетия после выхода фильма многие другие актёры выразили сожаление о том, что снялись в картине.

## Сюжет
Мэри Коллингвуд планирует отпраздновать свой 17-й день рождения на концерте вместе со своей подругой, Филлис Стоун. Её родителям не нравится дружба дочери с Филлис, так как её родители находятся намного ниже их самих по социальной лестнице. Но они всё же отпускают Мэри. Перед уходом дочери родители дарят ей цепочку.
Филлис и Мэри отправляются в город. По дороге они слышат по радио, что из тюрьмы бежали двое убийц, наркоторговцев и насильников: Круг Стилло и Фред Подовски по прозвищу «Хорёк». В побеге, при котором погибли двое полицейских, преступникам помогали сообщники: Сэди, забившая насмерть пущенную по следу немецкую овчарку, и Стилло-младший. После концерта, который закончился поздно ночью, Мэри и Филлис прогуливались по улицам с целью купить марихуану. Они встречают Стилло-младшего, который специально послан остальными заманить любых двух девушек в квартиру, в которой расположилась вся компания. Поверив обещанию Стилло продать им травки, девушки попадаются в ловушку. Филлис, первой поняв опасность положения, сопротивляется. Она получает удар в живот, и её насилуют на глазах у онемевшей подруги. Между тем ничего не подозревающие родители Мэри готовят сюрприз для неё.
На следующее утро преступники грузят девушек в багажник машины и отправляются в дорогу, желая добраться до Канады. Однако машина ломается прямо перед поворотом к дому Мэри, в котором в это время находятся полицейские, вызванные родителями Мэри, испуганными отсутствием дочери. Филлис кусает открывшего багажник Круга. Девушку избивают и вместе с подругой тащат в лес. Мэри понимает, что она находится совсем рядом с домом.
В лесу преступники развязывают девушек, чтобы изощрённо надругаться над ними. После Мэри и Филлис лежат на траве, а Круг возвращается к машине. Филлис шепчет на ухо Мэри, что она намерена бежать первой, и что Мэри должна также попытаться бежать, когда преступники бросятся догонять Филлис. Филлис бежит; вдогонку бросаются Сэди и «Хорёк», а с Мэри остаётся наркоман Стилло-младший. Мэри отчаянно пытается убедить наркомана отпустить её или бежать вместе с ней от отца, который унижает его. Она обещает Стилло-младшему, что её отец доктор Коллингвуд даст ему наркотики. Чтобы убедить его в том, что она не обманывает его, Мэри надевает ему на шею подаренную родителями цепочку. Между тем Филлис поймана и зарезана тремя преступниками.
Мэри в конечном итоге убеждает Стилло-младшего отпустить её, но они остановлены вернувшимися Кругом и компанией. Сэди и «Хорёк» демонстрируют Мэри отрезанную кисть Филлис, после чего Круг вырезает ей на груди своё имя и насилует. После этого Мэри в шоковом состоянии встает, одевается, её тошнит. Она идет к озеру, заходит в него. Круг стреляет в неё, и тело девушки всплывает над водой. После этого слышится ещё два выстрела. Круг, Сэди и Фред отмываются от крови в озере и переодеваются.
В новой одежде банда приходит в дом к Коллингвудам под видом путешествующих страховых агентов. Родители Мэри соглашаются оставить их на ночь, ввиду поломки машины. Стилло-младшему отец отказывается выдать очередную порцию героина, и у наркомана начинается ломка. В то время как преступники расположились в спальне Мэри и, обнаружив фотографии своей жертвы, догадываются, в чей дом они попали, младший своими стонами в туалете привлекает внимание матери Мэри. Она обнаруживает его на полу в туалете и видит цепочку дочери на его шее. Она проверяет чемоданы гостей и обнаруживает окровавленную одежду, а также слышит разговор из спальни о совершенном преступлении. Она говорит о произошедшем мужу. Они отправляются в лес и находят на берегу озера едва живую Мэри, которая умирает на их руках.
Доктор Коллингвуд по возвращении в дом спускается в подвал за оружием. В это время просыпается Фред. Он находит спальню хозяев пустой, а в следующей комнате видит миссис Коллингвуд. Он делает ей грязные намеки, считая, что приглянулся ей. Она соглашается заняться сексом, но только на улице и чтобы у «Хорька» были связаны руки за спиной. Фред соглашается на такую игру; в итоге, Эстелла Коллингвуд, делая ему минет, кусает и калечит его. В это время в доме доктор Коллингвуд несёт ружье в спальню дочери, где спят двое преступников. Кругу, проснувшемуся от воплей Фреда, удаётся прорваться в гостиную, где на диване лежит труп Мэри, он избивает доктора, но затем его собственный сын просит его остановиться, направив на него пистолет. Круг, давя на психику сына-наркомана, заставляет его совершить самоубийство. В это время он слышит заведенную в подвале бензопилу.
Шериф врывается в дом, кричит Коллингвуду, чтобы он успокоился, но доктор убивает Круга бензопилой. Сэди, пытавшаяся бежать, была убита миссис Коллингвуд во дворе дома.
Финальная сцена показывает семейную пару в своей гостиной: их лица и одежда забрызганы кровью.

## В ролях
- Сандра Пибоди (в титрах указана как Sandra Cassell) — Мэри Коллингвуд
- Люси Грэнтэм — Филлис Стоун
- Дэвид Хесс — Круг Стилло
- Фред Дж. Линкольн[англ.] — Фред «Хорёк» Подовски
- Джерэми Рэйн[англ.] — Сэди
- Марк Шеффлер — Стилло-младший
- Ричард Тауэрс (в титрах указан как Gaylord St. James) — Джон Коллингвуд, доктор
- Элеанор Шоу (в титрах указана как Cynthia Carr) — Эстелла Коллингвуд
- Ада Вашингтон — Ада, перевозчица кур
- Маршалл Анкер — шериф
- Мартин Коув — помощник шерифа
- Рэй Эдвардс — почтальон
- Джонатан Крэйвен[англ.] — в титрах не указан, мальчик с шариком
- Энтони Дж. Форселли — в титрах не указан, продавец мороженого
- Стив Майнер — в титрах не указан, один из хиппи

## Производство

### Сценарий
Режиссёрский дебют Шона С. Каннингема состоялся в 1970 году с сексплуатационным фильмом «Искусство женитьбы», который собрал 100 000 долларов. Фильм привлёк внимание компании Стива Минасяна Hallmark Releasing, которая заключила партнерство по дистрибьюции с American International Pictures. Каннингем снял фильм 1971 года «Вместе» как «улучшенную версию» «Искусства женитьбы». Уэс Крэйвен, у которого в то время не было денег, получил работу по синхронизации дубляжа фильма «Вместе» и вскоре начал заниматься монтажом фильма вместе с Каннингемом, с которым они подружились. Компания Hallmark купила фильм за 10 000 долларов, и он был признан «хитом», что побудило компанию убедить Каннингема и Крэйвена снять ещё один фильм с более большим бюджетом; затем компания выделила им 90 000 долларов на съёмки фильма ужасов.
Каннингем выступил в качестве продюсера, а Крэйвен — в качестве сценариста и режиссёра проекта. Первоначальный сценарий, написанный Крэйвеном в 1971 году, задумывался как визуально «хардкорный» фильм, и все актёры и съёмочная группа были намерены снимать его именно так. Однако после начала съёмок было принято решение отредактировать сценарий, сделав его менее жёстким. Этот сценарий, написанный под названием «Ночь мести» (англ. Night of Vengeance), так и не был опубликован; лишь беглый взгляд на него можно увидеть в документальном фильме 2003 года о создании фильма «Целлулоидное преступление века» (англ. Celluloid Crime of the Century). В основе сюжета лежит шведская баллада «Дочери Тере из Вэнге», которая легла в основу фильма Ингмара Бергмана «Девичий источник» 1960 года, поклонником которого был Крэйвен. Крэйвен задумал фильм, в котором насилие будет подробно показано на экране, поскольку он считал, что многие популярные фильмы той эпохи, такие как вестерны, восхваляли насилие и «героя-мстителя», и давали публике неверное представление о смерти, тем более на фоне войны во Вьетнаме.

### Кастинг
Большинство актёров «Последнего дома слева» были неопытными или начинающими артистами, за исключением Ричарда Тауэрса, Элеанор Шоу и Сандры Пибади, которые уже снимались в мыльных операх и имели опыт съёмок в кино. Каннингем и Крэйвен провели кастинг для фильма в офисе Каннингема в Мидтауне в конце 1971 года. Пибади, которая возвращалась в Нью-Йорк после поездки по стране, согласилась на участие в фильме после того, как откликнулась на объявление о кастинге в журнале Backstage. Каннингем и Крэйвен первоначально хотели, чтобы она пробовалась на роль Филлис, но после встречи с ней решили взять её на главную роль Мэри. Шоу была известной актрисой мыльных опер, а Тауэрс помимо актёрской деятельности работал агентом по поиску талантов. Хотя она не помнит конкретных обстоятельств того, как стала участницей проекта, Люси Грэнтэм в итоге была приглашена на роль лучшей подруги Мэри — Филлис. Роль главного злодея, Круга Стилло, была отдана музыканту и автору песен Дэвиду Хессу. Джерэми Рэйн, которой тогда был двадцать один год, играла роль Сьюзен Аткинс в внебродвейской постановке, основанной на убийствах семьи Мэнсон. Несмотря на то, что первоначальный сценарий предполагал участие актрисы в возрасте за сорок, Рэйн получила роль Сэди. Фред Дж. Линкольн, снимавшийся в порнографических фильмах, был приглашён на роль напарника Круга, а Марк Шеффлер получил роль сына Круга, страдающего героиновой зависимостью. Шеффлер был начинающим двадцатиоднолетним актёром и клиентом Тауэрса до начала съёмок, именно от него Шеффлер и узнал о кастинге. По словам Линкольна, они с Пибади были знакомы и у них в то время был один агент.

### Съёмки
Фильм снимался на натуре в течение семи дней в Нью-Йорке, а также на Лонг-Айленде, после чего были проведены съёмки в сельской местности в окрестностях Уэстпорта, штат Коннектикут. Во время съёмок в Коннектикуте актёры и съёмочная группа проводили много времени в доме семьи продюсера Каннингема. По словам Крэйвена, озеро было снято в городском водохранилище Уэстона, штат Коннектикут. Крэйвен стремился снять фильм в стиле документального кино, используя крупные планы и одиночные дубли.
Позже Каннингем называл съёмки фильма «партизанскими», рассказывая о том, как съёмочная группа спонтанно снимала в тех местах, которые вскоре должна была покидать из-за отсутствия разрешения на съёмку. Впоследствии Линкольн говорил, что «никто не знал, что [они] делают». Большая часть спецэффектов в фильме была достигнута практическим путём, некоторые — по предложению Линкольна. Например, для сцены, в которой Филлис выпотрошили, Линкольн помог сделать фальшивые кишки с помощью презервативов, наполненных фальшивой кровью и песком. В эпизоде убийства Сэди в бассейне, у Рэйн под рубашкой был прикреплён мешочек, наполненный искусственной кровью, а также капсулы с кровью во рту, которые она сама раскусывала. Грэнтэм вспомнила, что во время сцены, в которой персонаж Хесса говорит ей «обоссать штаны», она на самом деле помочилась в свои джинсы. Стив Майнер, который впоследствии сам стал режиссёром, работал ассистентом на съёмках фильма.
Хесс вспоминал, что большая часть актёрского состава сильно сблизилась в процессе съёмок, поскольку они были в основном неопытными актёрами. В документальном фильме 2003 года «Целлулоидное преступление века» (англ. Celluloid Crime of the Century) Линкольн, Рэйн и Шеффлер приводили аналогичные воспоминания, рассказывая о создании фильма. Однако и Хесс, и режиссёр Крэйвен вспоминали, что отношения между Хессом и Пибади на съёмочной площадке были неспокойными. С Пибади часто обращались не так, как с остальными актёрами, до такой степени, что Крэйвен вспоминал, что во время съёмок более жестоких сцен фильма «не было особой актёрской игры». Шеффлер признался во время беседы с Пибади один на один, что он угрожал столкнуть её с обрыва, если она не справится.
Пибади заявила, что она искренне расстроилась во время съёмок более жестоких сцен, так как чувствовала себя неподготовленной: «Я была расстроена, потому что я эмоциональный человек, и я реагировала на происходящее так, как будто это было на самом деле. Мне было очень трудно с некоторыми сценами, потому что я пришла из американского театра, где все было подготовлено, и все должно было быть настоящим. В итоге я ужасно сыграла в фильме. Я была очень расстроена, и мне казалось, что я должна была передать это чувство, но я не смогла... Я была молодой актрисой и всё ещё училась балансировать между эмоциями, которые я испытывала во время работы над сценой и вне фильма». Хесс рассказал, что во время съёмок сцены изнасилования он очень сильно воздействовал на неё физически, как только заработала камера, она уже ничего не могла с этим поделать. Ассистент режиссёра Ивонн Ханнеманн рассказала, что во время съёмок этого фильма ей пришлось утешать Крэйвена на протяжении всей съёмки. Пибади вспоминала: «Один из персонажей был характерным актёром, поэтому он пытался вжиться в свою роль... он приходил за нами с ножом по ночам, пытаясь напугать нас. Это был парень с тёмными вьющимися волосами [Дэвид Хесс] — он пытался играть свою роль на площадке и вне её. Он говорил: „Запирайте на ночь двери и окна, вы же не хотите, чтобы он пришёл за вами!“ Мне было страшно; я думала, что этот парень когда-то в прошлом был убийцей!» Сандра Пибади утверждает, что хотя она не была уверена в том, что многие сцены получатся, она доверяла Крэйвену и Каннингему и их видению фильма.

### Музыка
Саундтрек к фильму был написан Стивеном Чапиным и Дэвидом Хессом (который также сыграл главного антагониста, Круга); Чапин написал всю фоновую музыку, аранжировки и оркестровки, а также всех музыкантов-подрядчиков и продюсеров. Музыка была намеренно написана в отрыве от устоявшихся, традиционных на тот момент партитур фильмов ужасов, в ней использовалась смесь фолк-рока и блюграсса. Это также противоречило традиции фильмов ужасов, согласно которой страшные моменты должны сопровождаться шоковыми эффектами; во время некоторых из самых жестоких сцен фильма звучит музыка, полностью противоречащая визуальному содержанию.
В 2013 году саундтрек был переиздан на виниле, компакт-диске, кассете и цифровой загрузке через One Way Static Records. Он также был переиздан ограниченным тиражом на диске, пронумерованных вручную, ко Дню музыкального магазина.

## Релиз
Фильм неоднократно менял название, первоначально инвесторы назвали его «Сексуальное преступление века» (англ. Sex Crime of the Century). Однако после завершения тестовых показов было решено изменить название фильма на «Круг и компания» (англ. Krug and Company), но и это название оказалось малопривлекательным для тестовой аудитории. Специалист по маркетингу, знакомый Каннингема, предложил название «Последний дом слева», которое Крэйвен по началу посчитал «ужасным». Под этим названием фильм вышел в прокат 30 августа 1972 года. Как и многие фильмы той эпохи, в течение следующих нескольких месяцев он получил региональное распространение как в обычных кинотеатрах, так и в автокинотеатрах, открывшихся в различных городах США в период с сентября по ноябрь 1972 года. Его часто показывали в составе двойных или тройных сеансов, в частности, с фильмом Марио Бавы «Кровавый залив» (1971), который также оказал значительное влияние на жанр ужасов благодаря тому, что послужил основным источником влияния на более позднюю франшизу Каннингема «Пятница 13-е».
Осенью 1972 года, из-за своего визуального содержания фильм вызвал протесты с требованиями убрать его из местных кинотеатров. Кинотеатр Paris Cinema, расположенный в Питтсфилде, штат Массачусетс, в сентябре 1972 года опубликовал открытое письмо на эти критические замечания, в котором говорилось: «После тщательного рассмотрения всех обстоятельств руководство приняло решение продолжить показ фильма. Это трудное решение было основано на следующих соображениях: Фильм затрагивает проблему, с которой может столкнуться практически каждая девочка-подросток и её родители, но при этом не потворствует этой теме. История не прославляет насилие, как и не прославляет дегенератов, совершающих насилие... мы считаем, что фильм искупает моральную вину и несёт важное социальное послание».
На постерах фильма и в различных рекламных материалах использовалась фраза: «Чтобы не упасть в обморок, повторяйте „Это всего лишь фильм“». Существуют различные версии того, откуда взялся этот слоган рекламной кампании. Каннингем утверждает, что специалист по маркетингу, придумавший название «Последний дом слева», смотрел нарезку фильма со своей женой, которая постоянно прикрывала глаза, что побудило его сказать ей, что это «всего лишь кино». Однако существуют и другие предположения о происхождении этого слогана, поскольку до этого его уже дважды использовали: сначала в фильме Уильяма Касла «Смирительная рубашка» (1964), а затем в фильме Хершела Гордона Льюиса «Раскрась меня кроваво-красным» (1965). Слоган был настолько успешным, что его использовали во многих других релизах Hallmark, таких как «Не заглядывайте в подвал» (1973) и «Пускай мёртвые лежат в могилах» (1974), а также в других эксплуатационных фильмах. Названию фильма также подражали, например, «Последний дом на тупиковой улице» (1973) и «Дом на краю парка» (1980), ещё один фильм с Дэвидом Хессом в главной роли, другие фильмы, такие как «Кровавый залив», позже были выпущены как неофициальные продолжения «Последнего дома слева» под такими названиями, как «Последний дом, часть II».
В газетах того времени были размещены различные заявления продюсеров фильма, защищающие картину от утверждений, что она пропагандирует насилие, одно из которых гласило: «Вы будете ненавидеть людей, совершающих эти преступления, и вы должны это делать! Но если фильм — а это всего лишь фильм — может вызвать у вас такие крайние эмоции, значит, режиссёр добился успеха... Фильм призывает положить конец бессмысленному насилию и бесчеловечной жестокости, которые стали неотъемлемой частью времени, в котором мы живём». Рекламные материалы, сопровождающие такие заявления, включали предупреждение о том, что фильм «не рекомендуется смотреть лицам моложе 30 лет». Фильм продолжал демонстрироваться по всей территории США до 1973 года.

## Видео
- edited by Tod Corman, John Cregan (2003). Celluloid Crime of the Century. The Last House on the Left (документальный фильм о съёмках на DVD). Anchor Bay Entertainment.